# Criterii de divizibilitate
Un criteriu de divizibilitate este o modalitate scurtă și utilă de a determina dacă un număr întreg dat este divizibil cu un divizor fix fără a efectua împărțirea, de obicei se realizează prin examinarea cifrelor sale. Deși există teste de divizibilitate pentru numere în orice bază de numerație sau doar bază și toate sunt diferite, acest articol prezintă criterii și exemple numai pentru numere zecimale sau numere cu baza 10. Martin Gardner a explicat și a popularizat aceste reguli în rubrica sa din septembrie 1962 „Mathematical Games”(Jocuri matematice) din revista Scientific American . 
1. ↑  Gardner, Martin (septembrie 1962). „Jocuri Matematice: Teste care arată dacă un număr mare este divizibil cu un număr de la 2 la 12”. Scientific American. 207 (3): 232–246. doi:10.1038/scientificamerican0962-232. JSTOR 24936675.

## Listă de criterii

### Criteriul de divizibilitate cu 2
Un număr este divizibil cu 2, dacă și numai dacă numărul este par.
Exemple:
1. 12: Numărul este par, astfel constatăm că 12 este divizibil cu 2.
2. 25: Numărul este impar, astfel constatăm că 25 nu este divizibil cu 2.

### Criteriul de divizibilitate cu 3
Un număr este divizibil cu 3, dacă suma cifrelor sale este un număr divizibil cu 3.
Exemple:
1. 42: Suma cifrelor sale (4+2) este 6; numărul 6 este divizibil cu 3, astfel constatăm că 42 este divizibil cu 3.
2. 32: Suma cifrelor sale (3+2) este 5. Numărul 5 nu este divizibil cu 3, astfel constatăm că 32 nu este divizibil cu 3.

### Criteriul de divizibilitate cu 4
Un număr este divizibil cu 4, dacă:
1. Dacă cifra zecilor este pară, atunci cifra unităților este 0, 4 sau 8.
2. Dacă cifra zecilor este impară, atunci cifra unităților este 2 sau 6.
3. Dacă ultimele două cifre din componența numărului sunt divizibile cu 4.

Exemple:
1. 276: Cifra zecilor 7 este impară, deci aplicăm cazul în care cifra zecilor este impară. Observăm că cifra unităților este 6, astfel constatăm că 276 este divizibil cu 4.
2. 864: Cifra zecilor 6 este pară, deci aplicăm cazul în care cifra zecilor este pară. Observăm că cifra unităților este 4, astfel constatăm că 864 este divizibil cu 4.
3. 198: Cifra zecilor 9 este impară, deci aplicăm cazul în care cifra zecilor este impară. Observăm că cifra unităților este 8, deci 198 nu este divizibil cu 4.
4. 244: Ultimele două cifre din componența numărului sunt 44, numărul 44 este divizibil cu 4, deci 244 este divizibil cu 4.

### Criteriul de divizibilitate cu 5
Un număr este divizibil cu 5, dacă cifra unităților este 0 sau 5.
Exemple:
1. 785: Cifra unităților este 5, deci 785 este divizibil cu 5.
2. 662: Cifra unităților este 2, deci 662 nu este divizibil cu 5.

### Criteriul de divizibilitate cu 6
Un număr este divizibil cu 6, dacă acesta este divizibil cu 2 și 3.
Exemple:
1. 1566: Numărul este par, astfel este divizibil cu 2. Suma cifrelor (1+5+6+6) este 18, care este divizibil cu 3. Deoarece numărul este divizibil cu 2 și 3, 1566 este divizibil cu 6.
2. 2313: Numărul este impar, astfel nu este divizibil cu 2. Suma cifrelor (2+3+1+3) este 9, care este divizibil cu 3. Numărul este divizibil cu 3, dar nu este divizibil cu 2, astfel 2313 nu este divizibil cu 6.

### Criteriul de divizibilitate cu 7
Un număr este divizibil cu 7, dacă rezultatul scăderii dublului cifrei unităților cu restul numărului este divizibil cu 7.
Exemple:
1. 518: Rezultatul scăderii (51-2*8) este 35, care este divizibil cu 7, deci 518 este divizibil cu 7.
2. 806: Rezultatul scăderii( 80-2*6) este 68, care nu este divizibil cu 7, deci 806 nu este divizibil cu 7.
3. 876,638: Rezultatul scăderii (87,663-2*8) este 87,647. Aplicăm din nou criteriul de divizibilitate: Rezultatul scăderii (8,764-2*7) este 8,750. Aplicând continuu criteriul de divizibilitate, obținem 77 care este divizibil cu 7, deci 876,638 este divizibil cu 7.

### Criteriul de divizibilitate cu 8
Un număr este divizibil cu 8, dacă suma dintre cifra unităților și dublul restului este un număr divizibil cu 8.
Exemple:
1. 656: Rezultatul sumei (6+2*65) este 136. Putem efectua din nou criteriul, rezultând (6+2*13) 32, care este divizibil cu 8, deci 656 este divizibil cu 8.
2. 991: Rezultatul sumei(1+2*99) este 199. Putem efectua din nou criteriul, rezultând (9+2*19) 47, care nu este divizibil cu 8, deci 991 nu este divizibil cu 8.

### Criteriul de divizibilitate cu 9
Un număr este divizibil cu 9, dacă suma cifrelor sale este un număr divizibil cu 9.
Exemple:
1. 8,767,332: Suma cifrelor sale (8+7+6+7+3+3+2) este 36, care este divizibil cu 9, deci 8,767,332 este divizibil cu 9.
2. 979,764: Suma cifrelor sale (9+7+9+7+6+4) este 42, care nu este divizibil cu 9, deci 979,764 nu este divizibil cu 9.

### Criteriul de divizibilitate cu 10
Un număr este divizibil cu 10, dacă cifra unităților este 0.
Exemple:
1. 83,228,990: Cifra unităților este 0, deci numărul este divizibil cu 10.
2. 98,738: Cifra unităților este 8, deci numărul nu este divizibil cu 10.

### Criteriul de divizibilitate cu 11
Un număr este divizibil cu 11, dacă diferența dintre cifra unităților și restul cifrelor este un număr divizibil cu 11.
Exemple:
1. 9,768: Rezultatul diferenței (976-8) este 968. Efectuând criteriul din nou, obținem 88, care este divizibil cu 11, deci 9,768 este divizibil cu 11.
2. 74,342: Rezultatul diferenței (7,434-2) este 7,432. Efectuând criteriul în continuare, obținem la final 73, care nu este divizibil cu 11, deci 74,342 nu este divizibil cu 11.

### Criteriul de divizibilitate cu 12
Un număr este divizibil cu 12,dacă acesta este divizibil cu 3 și 4.
Exemple:
1. 89,868: Rezultatul sumei (8+9+8+6+8) este 39, care este divizibil cu 3, deci 89,868 este divizibil cu 3. Cifra zecilor este un număr par și cifra unităților este 8, deci numărul este divizibil cu 4. Deoarece numărul este divizibil cu 3 și 4, 89,868 este divizibil cu 12.
2. 129,261: Rezultatul sumei (1+2+9+2+6+1) este 21, care este divizibil cu 3. Cifra zecilor este un număr par, dar cifra unităților este 1, deci 129,261 nu este divizibil cu 4. Deoarece numărul este divizibil cu 3, dar nu este divizibil cu 4, acesta nu este divizibil cu 12.

### Criteriul de divizibilitate cu 13
Un număr este divizibil cu 13, dacă suma dintre cvadruplul cifrei unităților și restul numărului este divizibil cu 13.
Exemple:
1. 16,692: Rezultatul sumei (1,669+4*2) este 1,677. Aplicând criteriul în continuare, ajungem la 39, care este divizibil cu 13, deci 16,692 este divizibil cu 13.
2. 65,354: Rezultatul sumei (6,635+4*4) este 6,651. Aplicând criteriul în continuare, obținem la final 18, care nu este divizibil cu 13, deci numărul nu este divizibil cu 13.

### Criteriul de divizibilitate cu 14
Un număr este divizibil cu 14, dacă acesta este divizibil cu 2 și 7.
Exemple:
1. 25,774: Numărul este par, deci acesta este divizibil cu 2. Rezultatul scăderii (2,577-2*4) este 2,569. Aplicând în continuare criteriul de divizibilitate cu 7, obținem la final 7, care este divizibil cu 7. Deoarece 25,774 este divizibil cu 2 și 7, acesta este divizibil cu 14.
2. 686,730: Numărul este par, deci este divizibil cu 2. Rezultatul scăderii (68,673-2*0) este 68,673. Aplicând în continuare criteriul de divizibilitate cu 7, obținem la final 6, care nu este divizibil cu 7. Deoarece 686,730 este divizibil cu 2, însă nu este divizibil cu 7, numărul nu este divizibil cu 14.

### Criteriul de divizibilitate cu 15
Un număr este divizibil cu 15, dacă acesta este divizibil cu 3 și 5.
Exemple:
1. 3,797,565: Cifra unităților este 5, deci numărul este divizibil cu 5. Suma cifrelor sale (3+7+9+7+5+6+5) este 42, care este divizibil cu 3, deci și numărul este divizibil cu 3. Deoarece 3,797,565 este divizibil cu 3 și 5, acesta este divizibil cu 15.
2. 98,643,290: Cifra unităților este 0, deci numărul este divizibil cu 5. Suma cifrelor sale (9+8+6+4+3+2+9+0) este 41, care nu este divizibil cu 3, deci numărul nu este divizibil cu 3. Deoarece 98,643,290 este divizibil cu 5, dar nu este divizibil cu 3, acesta nu este divizibil cu 15.

### Criteriul de divizibilitate cu 16
Un număr este divizibil cu 16, dacă suma dintre ultime două cifre și cvadruplul restului este un număr divizibil cu 16.
Exemple:
1. 4,213,568: Rezultatul sumei (68+4* 42,135) este 168,608. Dacă aplicăm criteriul în continuare, la final avem numărul 32. Deoarece 32 este divizibil cu 16, numărul este divizibil cu 16.
2. 7,983,656: Rezultatul sumei(56+4*79,836) este 319,400. Dacă aplicăm criteriul în continuare, la final avem numărul 8. Deoarece 8 nu este divizibil cu 16, numărul nu este divizibil cu 16.